# Grand Intérieur rouge
Grand Intérieur rouge est un tableau réalisé par le peintre français Henri Matisse en 1948 à Vence, dans les Alpes-Maritimes. Cette huile sur toile appartenant à la série des Intérieurs de Vence représente, comme son nom l'indique, un intérieur dont la couleur dominante est le rouge. Achetée par l'État en 1950, elle est conservée au musée national d'Art moderne, à Paris.